# Parafia Niepokalanego Poczęcia Najświętszej Maryi Panny i św. Michała Archanioła w Łasku
Parafia pw. Niepokalanego Poczęcia Najświętszej Maryi Panny i Świętego Michała Archanioła w Łasku – parafia rzymskokatolicka znajdująca się w archidiecezji łódzkiej w dekanacie łaskim. Jest najstarszą parafią w mieście. Obejmuje centrum miasta. Od 30 czerwca 2023 proboszczem parafii jest ks. Zenon Miksa. 